# Łęka Mroczeńska
Łęka Mroczeńska – wieś w Polsce położona w województwie wielkopolskim, w powiecie kępińskim, w gminie Baranów.
Położona ok. 5 km na południe od Kępna, przy drodze Mroczeń-Żurawiniec.
W latach 1975–1998 miejscowość administracyjnie należała do województwa kaliskiego.